# Ladíme!
Ladíme! (v anglickém originálu Pitch Perfect) je americká hudební komedie režiséra Jasona Moora z roku 2012. Scénář napsala Kay Cannon a ve filmu hrají Anna Kendrick, Skylar Astin, Rebel Wilson, Anna Camp, Brittany Snow, Ester Dean, Alexis Knapp, Hana Mae Lee, Ben Platt, Adam DeVine, John Michael Higgins a Elizabeth Banks. Zápletka sleduje dívčí a cappella sbor, The Barden Bellas, které soutěží proti jiným skupinám, aby vyhráli národní kolo. Film je zčásti adaptací knihy Mickeyho Rapkina s názvem Pitch Perfect: The Quest for Collegiate A Cappella Glory. Natáčení skončilo v polovině prosince 2011 v Baton Rouge v Louisianě.
Snímek měl světovou premiéru v Los Angeles dne 24. září 2012. Ve Spojených státech vydělal v kinech přes 65 milionů dolarů a mezinárodně 45 milionů dolarů. Stal se druhou nejvýdělečnější hudební komedií, hned za Školou rocku.
Film se setkal s pozitivními ohlasy u kritiků, na serveru Rotten Tomatoes získal hodnocení 81 % na základě 135 recenzí. Byl většinou chválen za komediální přístup, efektní hudební čísla a za výkon Rebel Wilsonové.

## Děj
Film začíná národní soutěží sborů, které zpívají a cappella. Dívčí skupina z Bardenské univerzity, Barden Bellas, vystupují dobře, než se Aubrey Posen (Anna Camp) během svého sóla pozvrací na pódiu, čímž se nejen veřejně ztrapní, ale také zničí šance sboru na výhru.
Čtyři měsíce po soutěži přichází na univerzitu nová studentka, Beca Mitchell (Anna Kendrick). Na vysokou školu nechce jít, ale nutí jí do toho její otec (John Benjamin Hickey), který je univerzitním profesorem. Beca si přeje, aby místo toho mohla pokračovat ve své kariéře v hudební tvorbě, a tak tráví svůj čas děláním mashupů různých písní a bere si stáž ve stanici školního rádia, kde se setkává s dalším nováčkem Jessem Swansonem (Skylar Astin), který se do ní zamiluje. Když otec Becy zjistí, že jeho dcera nechodí na hodiny, přichází s návrhem, že když se přidá do nějakého klubu a po roce stále nebude chtít zůstat na vysoké škole, tak jí dovolí a zaplatí cestu do Los Angeles. Po přesvědčování od Chloe Beale (Brittany Snow) se přidá k Barden Bellas. Aubrey zpočátku neschvaluje přijetí Becy, ale díky zoufalé potřebě členů souhlasí a překvapí ji Becin talent. Beca se přidává ke skupině nově přijatých členek, které nesedí k typické představě Bell: Cynthia-Rose (Ester Dean), Stacie Conrad (Alexis Knapp), Lilly Onakuramara (Hana Mae Lee) a Tlustá Amy (Rebel Wilson). Jesse se přidá do konkurenčního sboru, chlapecké a cappella skupiny Treblemakers (Potížisti).
Belly se účastní jihovýchodní regionální soutěže sborů na Univerzitě v Carolině. Navzdory jejich hroznému a zastaralému seznamu písní skončí na druhém místě a skupina tedy může postoupit do semifinále. Kvůli krátké rvačce po soutěži je Beca zatčena policií. Jesse se jí snaží pomoci tím, že zavolá jejího otce, což Becu ale ještě více rozzuří a změní jejich nadějné přátelství na kyselé. Mezitím se Beca snažila navrhnout, aby se Belly snažily být trochu odvážnější, s čímž souhlasí všichni kromě Aubrey, která trvá na tom, že vyhrají s jejich současným seznamem písní.
Na semifinále Beca přidává improvizovanou část písně „Bulletproof“ od La Roux do písně „I Saw the Sign“ od Ace of Base, jedné z tradičních písní v seznamu skladeb. Belly v soutěži skončí na třetím místě za Treblemakers a skupinou Footnotes. I když si publikum užívalo remix Becy, Aubrey se rozzuří a začne ječet na Becu, která se proto rozhodne Belly opustit. Později jsou ale Footnotes diskvalifikováni, protože jeden z jejich členů nebyl na vysoké škole, a tak jejich místo nahradí Belly. Belly se dají opět dohromady o jarních prázdninách, pouze Beca se k nim nepřidá.
Během té doby Beca začíná pracovat jako DJ na Bardenské rozhlasové stanici, přehrává svou hudbu při noční směně a snaží se distancovat od Jesseho. Nicméně najde kopii jeho oblíbeného filmu The Breakfast Club a když se na film sama podívá, tak zjistí, že filmy nejsou jen u ukončení ale právě o cestě, kterou postavy prošly a jak moc jí chybí Belly. Během zkoušek se Chloe podařilo postavit se proti manipulaci a vytrvalosti Aubrey. Skupina se začíná rozpadat, protože každý chce vystupovat jako on sám a nechtějí přijmout staré tradice typické pro Belly, což vyprovokuje rvačku. Mezitím se Beca snaží omluvit Jessemu, ten to ale odmítá.
Beca se omlouvá Bellám za své činy v semifinále a žádá je o druhou šanci, k čemuž Aubrey nakonec svolí. Poté, co má skupina srdceryvnou konverzaci, zvolí si jako vedoucí Becu a rozhodnou se přidat podle návrhu Becy moderní a originální hudební styl. Mezitím hlavní zpěvák Bumper opouští Treblemakers, protože mu byla nabídnuta práce doprovodného zpěváka pro Johna Mayera. Když je Bumper pryč, Jesse se stává novým vedoucím a přesvědčí skupinu, aby mezi sebe vzali jeho spolubydlícího Benjiho (Ben Platt) na místo po Bumperovi.
Na celonárodní soutěži a capella skupin v Lincolnově centru zpívají Belly věc, kterou aranžovala Beca. Je to mashupová medley písní „Price Tag“ od Jessie J, „Don't You (Forget About Me)“ od Simple Minds a „Give Me Everything“ od Pitbulla. Píseň „Don't You (Forget About Me)“ z Jesseho oblíbeného filmu The Breakfast Club slouží jako nejúčinnější omluva Becy Jessemu a po vystoupení se ti dva usmíří a políbí se. O šest měsíců později začíná nový školní rok a Treblemakers a Belly se připravují na výběr nových členů sborů. Vidíme Jesseho a Benjiho za Treblemakers a následně i Becu a Amy za Belly, které vyhrály národní soutěž v Lincolnově centru.

## Obsazení
| Anna Kendrick            | Beca Mitchell              |
| Skylar Astin             | Jesse Swanson              |
| Anna Camp                | Aubrey Posen               |
| Brittany Snow            | Chloe Beale                |
| Rebel Wilson             | Tlustá Amy                 |
| Ester Dean               | Cynthia-Rose Adams         |
| Alexis Knapp             | Stacie Conrad              |
| Hana Mae Lee             | Lilly Onakuramara          |
| Ben Platt                | Benji Applebaum            |
| Adam DeVine              | Bumper Allen               |
| Utkarsh Ambudkar         | Donald                     |
| Freddie Stroma           | Luke                       |
| Jinhee Joung             | Kimmy-Jin                  |
| Christopher Mintz-Plasse | Tommy                      |
| John Michael Higgins     | John Smith                 |
| Elizabeth Banks          | Gail Abernathy-McKadden    |
| John Benjamin Hickey     | doktor Mitchell, otec Becy |

## Ocenění
| Ocenění                                  | Kategorie                                    | Nominovaní                                                                                     | Výsledek  |
| ---------------------------------------- | -------------------------------------------- | ---------------------------------------------------------------------------------------------- | --------- |
| Broadcast Film Critics Association Award | Nejlepší komediální herečka                  | Rebel Wilson                                                                                   | nominace  |
| Detroit Film Critics Society Award       | Průlomový výkon                              | Rebel Wilson                                                                                   | nominace  |
| Motion Picture Sound Editors             | Nejlepší hudba v hudebním celovečerním filmu | Ladíme!                                                                                        | vítězství |
| MTV Movie Award                          | Nejlepší průlomový výkon                     | Rebel Wilson                                                                                   | vítězství |
| MTV Movie Award                          | Nejlepší hudební moment                      | Anna Kendrick, Rebel Wilson, Anna Camp, Brittany Snow, Alexis Knapp, Ester Dean a Hana Mae Lee | vítězství |
| MTV Movie Award                          | Nejlepší překvapivý moment                   | Anna Camp ("Hack-Appella")                                                                     | nominace  |
| MTV Movie Award                          | Nejlepší ženský herecký výkon                | Rebel Wilson                                                                                   | nominace  |
| People's Choice Award                    | Nejlepší komediální film                     | Ladíme!                                                                                        | nominace  |
| San Diego Film Critics Society           | Nejlepší herečka ve vedlejší roli            | Rebel Wilson                                                                                   | nominace  |
| Teen Choice Awards                       | Nejlepší komedie                             | Ladíme!                                                                                        | vítězství |
| Teen Choice Awards                       | Nejlepší herečka v komedii                   | Anna Kendrick                                                                                  | nominace  |
| Teen Choice Awards                       | Nejlepší herečka v komedii                   | Rebel Wilson                                                                                   | vítězství |
| Teen Choice Awards                       | Nejlepší herec v komedii                     | Skylar Astin                                                                                   | vítězství |
| Teen Choice Awards                       | Zloděj scén                                  | Ben Platt                                                                                      | nominace  |
| Teen Choice Awards                       | Zlodějka scén                                | Hana Mae Lee                                                                                   | nominace  |
| Teen Choice Awards                       | Nejlepší průlomové vystoupení                | Adam DeVine                                                                                    | nominace  |
| Teen Choice Awards                       | Nejlepší zloduch                             | Adam DeVine                                                                                    | vítězství |
| American Music Awards                    | Nejoblíbenější soundtrack                    | Ladíme!                                                                                        | vítězství |